# Don Hany
Don Hany es un famoso actor australiano, conocido por haber interpretado a Theo Rahme en la serie White Collar Blue y a Zane Malik en East West 101.

## Biografía
Don es hijo del actor iraquí Toffeek "Taffy" Hany y de la húngara Csilla Hany. Tiene un hermano gemelo llamado Roger Hany.
A principios de 2010 se comprometió con la actriz Alin Sumarwata, quien apareció junto a él en la serie East West 101. La pareja se casó en 2011. En octubre de 2011, nació la primera hija de la pareja, Tilda Hany Sumarwata.

## Carrera
En el 2002 se unió al elenco principal de la serie policíaca White Collar Blue donde interpretó al detective de la policía Theo Rahme hasta el final de la serie en el 2003. Ese mismo año volvió a interpretar a Theo en la película del mismo nombre.
En el 2007 se unió al elenco de la serie East West 101 donde interpretó al detective Zane Malik, hasta el final de la serie en el 2011. En la serie su padre Rahman Malik es interpretado por su verdadero padre el actor Taffy Hany. Ese mismo año apareció como invitado en un episodio de la exitosa serie australiana  All Saints.
En el 2008 interpretó al criminal y ladrón de Melbourne, Nik "The Russian" Radev en la primera temporada de la aclamada serie australiana Underbelly.
En el 2010 se unió a la segunda temporada de la serie australiana Tangle donde interpretó al nuevo consejero político de Tim, Spiros Georgiades, quien temrina enamorarse de la esposa de su jefe, Christine.
Ese mismo año se unió al elenco de la serie Offspring donde interpreta al Doctor y pediatra Chris Havel, el interés amoroso de la doctora Nina Proudman (Asher Keddie).
En el 2011 volvió a interpretar el papel del criminal Nik "The Russian" Radev, esta vez en la película hecha para la televisión Underbelly Files: Tell Them Lucifer Was Here.
En el 2012 aparecerá en la miniserie de dos episodios Devil's Dust donde interpretará a Adam Bourke, un hombre que se ve obligado a cuestionar su moralidad cuando descubre que una de las compañías más exitosas y respetadas de Australia ha creado un producto que puede causar la muerte de miles de personas. En la miniserie trabajará junto a los actores Anthony Hayes y Ewen Leslie.
En el 2013 se unió al elenco principal de la serie Serangoon Road donde interpreta al detective Sam Callaghan, cuya infancia la pasó en los campos de entrenamiento japoneses durante la Segunda Guerra Mundial y que volvió a luchar en la Emergencia Malaya y ambas experiencias le aterran. Ese mismo año apareció en la película The Broken Shore donde dio vida al detective de homicidios de la policía Joe Cashin.
En el 2014 interpretó a Bishop Quaid en la miniserie Devil’s Playground. Ese mismo año apareció en el drama médico/militar norteamericano Warriors donde interpretó a George Mann, un cirujano de trauma.
En el 2016 se unió al elenco principal de la serie médica Heartbeat donde dio vida al doctor Jesse Shane, el jefe de cirugía del hospital "St. Matthews" hasta el final de la primera temporada, después de que la serie fuera cancelada.
En agosto de 2020 se unió al elenco de la serie Neighbours donde interpretó a Pierce Greyson, hasta el 27 de noviembre del mismo año. Don reemplazó al actor Tim Robards, quien dio vida a Pierce previamente del 2018 al 2020.

## Filmografía

### Series de televisión
| Año         | Título                   | Personaje               | Notas                                           |
| ----------- | ------------------------ | ----------------------- | ----------------------------------------------- |
| 2020        | Neighbours               | Pierce Greyson          | 26 episodios                                    |
| 2019        | My Life Is Murder        | Roger Simms             | episodio "Lividity in Lycra"                    |
| 2019        | Bad Mothers              | Kyle                    | 8 episodios                                     |
| 2019        | Secret City              | Ewan Garrity            | 6 episodios                                     |
| 2018        | Doctor Doctor            | Raph                    | 3 episodios                                     |
| 2018        | Picnic at Hanging Rock   | Dr. Mackenzie           | 6 episodios                                     |
| 2017 - 2018 | Strike Back: Retribution | Omair Idrisi            | 6 episodios                                     |
| 2017        | Janet King               | Clay Nelson             | 2 episodios                                     |
| 2016        | Heartbeat                | Dr. Jesse Shane         | 10 episodios                                    |
| 2013        | Serangoon Road           | Sam Callaghan           | 10 episodios                                    |
| 2014        | Devil's Playground       | Bishop Quaid            | miniserie                                       |
| 2012        | Devil's Dust             | Adam Bourke             | 2 episodios - miniserie                         |
| 2012        | Rake                     | Damien Tengrove         | episodio "R v Fenton"                           |
| 2010 - 2011 | Offspring                | Dr. Chris Havel         | 17 episodios                                    |
| 2010        | Tangle                   | Spiros Georgiades       | 6 episodios                                     |
| 2007 - 2011 | East West 101            | Det. Zane Malik         | 20 episodios                                    |
| 2010        | Miracles                 | Robert Bogucki          | episodio "Miracle in the Desert"                |
| 2009        | False Witness            | Sergei Krousov          | miniserie de 2 episodios                        |
| 2009        | Dirt Game                | Dion Pesci              | 5 episodios                                     |
| 2009        | Chandon Pictures         | Boysie                  | 2 episodios                                     |
| 2009        | Legend of the Seeker     | Capitán Enso            | episodio "Deception"                            |
| 2008        | Rush                     | Bobby Lavilla           | episodio # 1.13                                 |
| 2008        | Underbelly               | Nik "The Russian" Radev | 4 episodios                                     |
| 2007        | All Saints               | Carlos                  | episodio "Open Hearts"                          |
| 2002 - 2003 | White Collar Blue        | Det. Theo Rahme         | 44 episodios                                    |
| 2001        | Flat Chat                | -                       | episodio "The Hospital"                         |
| 1999        | Water Rats               | Rob Schreiber           | episodio "A Day to Remember (Break Your Heart)" |
| 1999        | Breakers                 | Alex Markham            | tv serie                                        |

### Películas
| Año  | Título                                       | Personaje               | Notas                                                                                  |
| ---- | -------------------------------------------- | ----------------------- | -------------------------------------------------------------------------------------- |
| 2014 | Healing                                      | Viktor Khadem           | junto a Hugo Weaving, Anthony Hayes, Robert Taylor, Laura Brent & Justine Clarke       |
| 2014 | Warriors                                     | Dr. George Mann         | junto a Morena Baccarin, Greg Grunberg, Eloise Mumford y Abbie Cobb                    |
| 2014 | The Broken Shore                             | Det. Joe Cashin         | junto a Claudia Karvan, Dan Wyllie, Anthony Hayes, Erik Thomson & Catherine McClements |
| 2012 | Jack Irish: Black Tide                       | Dave                    | junto a Guy Pearce, Marta Dusseldorp, Roy Billing, Shane Jacobson y Lachy Hulme        |
| 2012 | Laura Keller, NB                             | EMT                     | corto - junto a Amber Benson, Martin Starr & Robert Baker                              |
| 2011 | Underbelly Files: Tell Them Lucifer Was Here | Nik "The Russian" Radev | junto a Paul O'Brien, Todd Lasance, Ditch Davey & Brett Climo                          |
| 2010 | Suburbia                                     | Joel                    | corto - junto a Jodi Gordon & Linda Cropper                                            |
| 2010 | The Road to Success                          | Simon Diceman           | corto                                                                                  |
| 2009 | False Witness                                | Sergei Krousov          | junto a Dougray Scott, Richard Roxburgh, Chris Haywood, Stephen Curry & Alin Sumarwata |
| 2008 | The Last Confession of Alexander Pearce      | John Mather             | junto a Adrian Dunbar, Ciarán McMenamin, Dan Wyllie, Chris Haywood & Socratis Otto     |
| 2008 | Plastic                                      | Henry                   | corto                                                                                  |
| 2008 | Four                                         | Dr. Brown               | corto - junto a Myles Pollard, Krew Boylan & David Lyons                               |
| 2008 | California King                              | Eric                    | corto                                                                                  |
| 2007 | Sleep in Heavenly Peace                      | Trent Partridge         | corto - junto a Bowd Beal                                                              |
| 2007 | Lucky Miles                                  | Soldado Greg Plank      | junto a Hamish Michael, Dan Wyllie, Geoff Morrell, Deborah Mailman                     |
| 2006 | The TV Set                                   | Chico en el Súper       | -                                                                                      |
| 2006 | Big Top                                      | Bobby                   | -                                                                                      |
| 2004 | Winning the Peace                            | Sgt. Charlie Latif      | junto a Christopher Grove & Yasmine Delawari                                           |
| 2002 | White Collar Blue                            | Det. Theo Rahme         | junto a Peter O'Brien, Freya Stafford, Linda Cropper, Brooke Satchwell & Sandy Winton  |
| 2002 | Heroes' Mountain                             | David Kuhn              | junto a Anthony Hayes & Craig McLachlan                                                |
| 2000 | Life in a Volkswagen                         | -                       | corto - junto a Sam Worthington, Anthony Hayes & Bryan Moses                           |
| 1999 | The Monster                                  | El Vaquero              | corto                                                                                  |

### Productor
| Año  | Programa        | Notas     |
| ---- | --------------- | --------- |
| 2000 | The Blue Planet | productor |

### Apariciones
| Año  | Programa                  | Notas |
| ---- | ------------------------- | ----- |
| 2013 | Who Do You Think You Are? | -     |

### Teatro
| Año  | Obra             | Personaje | Director (a)      | Teatro        | Notas                                               |
| ---- | ---------------- | --------- | ----------------- | ------------- | --------------------------------------------------- |
| 1999 | Spring Awakening | -         | Mary-Anne Gifford | Drama Theatre | junto a Andrew Bevis, Joshua Campbell y Ditch Davey |

## Premios y nominaciones
| Año  | Categoría                                    | Premio                    | Serie              | Resultado |
| ---- | -------------------------------------------- | ------------------------- | ------------------ | --------- |
| 2012 | Most Outstanding Actor                       | Silver Logie Award        | East West 101      | Nominado  |
| 2012 | Best Lead Actor in a Television Drama        | AACTA Award               | East West 101      | Nominado  |
| 2011 | Most Outstanding Performance By A Male Actor | ASTRA Award               | Tangle             | Nominado  |
| 2011 | Most Popular Actor                           | Silver Logie Award        | Offspring & Tangle | Nominado  |
| 2010 | Most Outsanding Actor in a Drama Series      | Silver Logie Award        | East West 101      | Ganador   |
| 2010 | Mini Series Leading Actor                    | 2010 Awards of Excellence | East West 101      | Ganador   |
| 2009 | Best Actor in a Lead Role                    | AFI Award                 | East West 101      | Nominado  |
| 2008 | Best Actor in a Lead Role                    | AFI Award                 | East West 101      | Nominado  |
| 2008 | Most Outstanding Actor in a Drama Series     | Silver Logie Award        | East West 101      | Nominado  |
| 2008 | Best Male Actor in a Lead                    | Film Competition Award    | California King    | Ganador   |
| 2005 | Best Actor in a Short Film                   | Method Fest Award         | Winning the Peace  | Ganador   |